# Repušnjača
Repušnjača (lat. Erigeron canadensis) jednogodišnja je do dvogodišnja biljka iz porodice glavočika (Asteraceae).

## Opis biljke
Poseduje uspravnu stabljiku koja je dlakava i može da naraste 30-120 cm. Koren je tanak i vretenastog oblika. Listovi su dugi i uski, lancetastog oblika i naizmenično su postavljeni. Cvetovi su žute i bele boje i grade glavičastu cvast prečnika oko 3-5 mm. Ova vrsta je jednodoma. Plod je ahenija sa papusom koja se naziva cipsela. Cveta od juna do oktobra. 

## Stanište
Ova biljka potiče iz Severne Amerike, a u Evropu je unešena u 17. veku. Najčešće raste pored pruga, puteva, na ivici kukuruzišta, po oranicama, po obrocima i padinama nasipa.